# DFS Zögling
O Zögling ("aluno") é um planador primário alemão de asa alta, reforçado por cabo e de assento único, projetado por Alexander Lippisch em 1926 e produzido com muitas variações por diversos fabricantes.

## Projeto e desenvolvimento
O Zögling foi projetado para ser um planador de treinamento de vôo básico. O método usual de lançamento era por corda elástica de uma colina inclinada. Como o treinamento era conduzido exclusivamente em vôo solo, a aeronave deveria ser muito fácil de voar e também de consertar.
O design de asa alta usa uma coluna central e reforço de cabos. A estrutura primária do planador é de madeira, com as asas, as superfícies da cauda e o mastro em "V" invertido, todos com acabamento em tecido de aviação envernizado. O piloto senta-se em um assento simples ao ar livre, sem pára-brisa.

## Variantes
- D.D. Zögling
- RRG-1 Zögling
- DFS Zögling 33
- DFS Zögling 1
- Lippisch Zögling
- Teichfuss L.T.30
- G 101 - produzido na Suécia.
- Kegel Zögling - cópias licencadas ou não pela Kegel-Flugzeugbau Kassel usando o logo "AK".

## Em exposição
- National Soaring Museum, Elmira, Nova York, EUA[2]
- US Southwest Soaring Museum - apenas réplica da fuselagem[3]

## Especificações
Dados de Planeurs - Zögling The Virtual Aviation Museum

### Características gerais
- Tripulação: um
- Comprimento: 5,290 m (17 pés 4 pol.)
- Envergadura: 10,040 m (32 pés 11 pol.)
- Altura: 2,010 m (6 pés 7 pol.)
- Área da asa: 15,85 m2 (170,6 pés quadrados)
- Aerofólio: Göttingen 358
- Peso vazio: 85 kg (187 lb)
- Peso máximo de decolagem: 155 kg (342 lb)
- Carga da asa: 9,8 kg/m2 (2,0 lb/pés quadrados)